# Lavardin (Sarthe)
Pour les articles homonymes, voir Lavardin.
Lavardin est une commune française, située dans le département de la Sarthe en région Pays de la Loire, peuplée de 695 habitants (les Lavardinois).
La commune fait partie de la province historique du Maine, et se situe dans la Champagne mancelle.

## Géographie
| Domfront-en-Champagne |          |       |
| Cures                 | Lavardin | Aigné |
|                       | Degré    |       |

### Climat
Pour des articles plus généraux, voir Climat des Pays de la Loire et Climat de la Sarthe.
En 2010, le climat de la commune est de type climat océanique dégradé des plaines du Centre et du Nord, selon une étude du CNRS s'appuyant sur une série de données couvrant la période 1971-2000. En 2020, Météo-France publie une typologie des climats de la France métropolitaine dans laquelle la commune est dans une zone de transition entre le climat océanique et le climat océanique altéré et est dans la région climatique  Moyenne vallée de la Loire, caractérisée par une bonne insolation (1 850 h/an) et un été peu pluvieux. 
Pour la période 1971-2000, la température annuelle moyenne est de 10,9 °C, avec une amplitude thermique annuelle de 14,3 °C. Le cumul annuel moyen de précipitations est de 734 mm, avec 12 jours de précipitations en janvier et 7 jours en juillet. Pour la période 1991-2020, la température moyenne annuelle observée sur la station météorologique de Météo-France la plus proche, sur la commune du Mans à 13 km à vol d'oiseau, est de 12,4 °C et le cumul annuel moyen de précipitations est de 693,4 mm,. Pour l'avenir, les paramètres climatiques de la commune estimés pour 2050 selon différents scénarios d'émission de gaz à effet de serre sont consultables sur un site dédié publié par Météo-France en novembre 2022.

## Urbanisme

### Typologie
Au 1er janvier 2024, Lavardin est catégorisée commune rurale à habitat dispersé, selon la nouvelle grille communale de densité à sept niveaux définie par l'Insee en 2022.
Elle est située hors unité urbaine. Par ailleurs la commune fait partie de l'aire d'attraction du Mans, dont elle est une commune de la couronne,. Cette aire, qui regroupe 144 communes, est catégorisée dans les aires de 200 000 à moins de 700 000 habitants,.

### Occupation des sols
L'occupation des sols de la commune, telle qu'elle ressort de la base de données européenne d’occupation biophysique des sols Corine Land Cover (CLC), est marquée par l'importance des territoires agricoles (77,7 % en 2018), une proportion sensiblement équivalente à celle de 1990 (78 %). La répartition détaillée en 2018 est la suivante : 
terres arables (55 %), forêts (18,1 %), prairies (17,2 %), zones agricoles hétérogènes (5,5 %), zones urbanisées (4,2 %). L'évolution de l’occupation des sols de la commune et de ses infrastructures peut être observée sur les différentes représentations cartographiques du territoire : la carte de Cassini (XVIIIe siècle), la carte d'état-major (1820-1866) et les cartes ou photos aériennes de l'IGN pour la période actuelle (1950 à aujourd'hui).

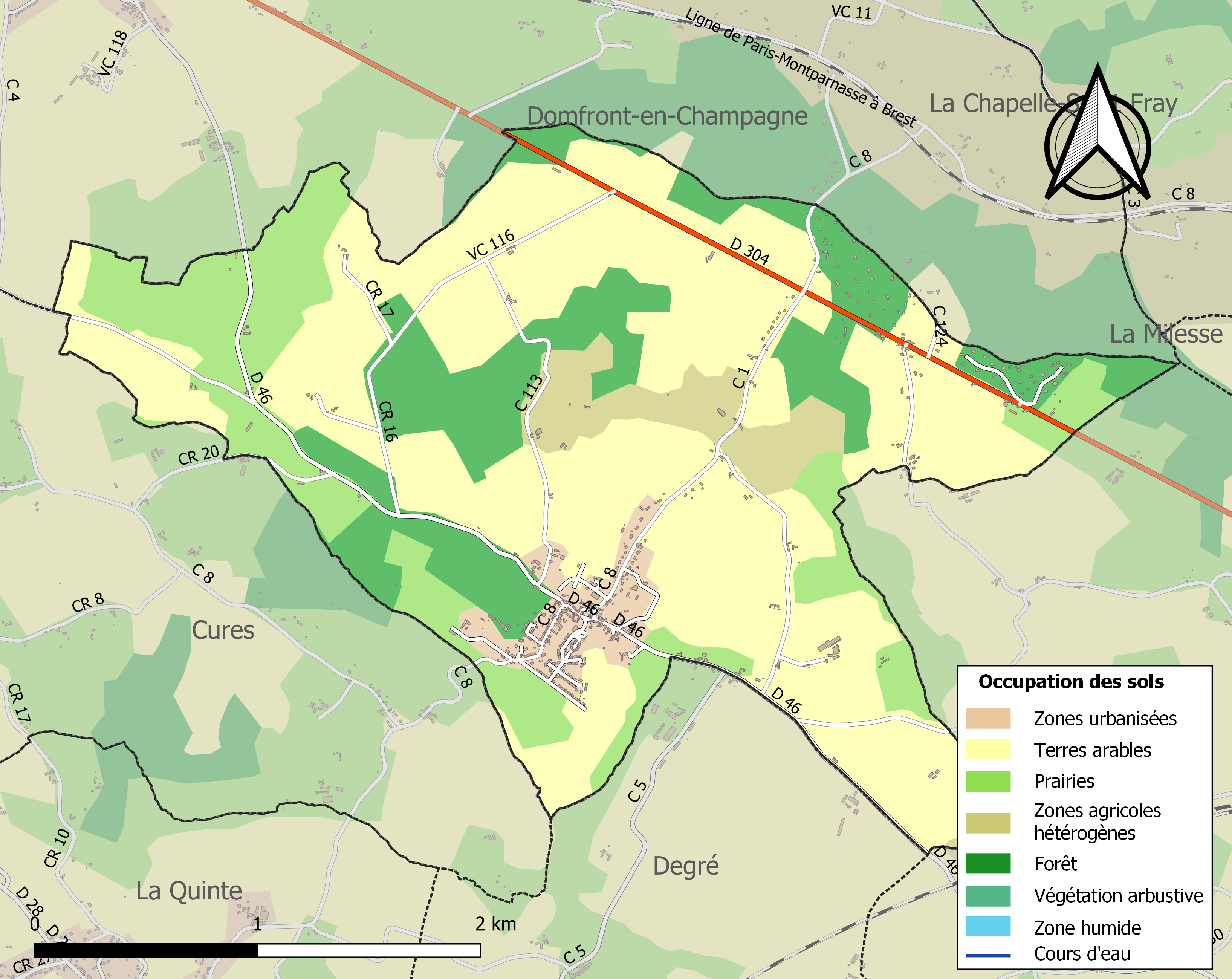
Carte des infrastructures et de l'occupation des sols de la commune en 2018 (CLC).

## Toponymie
La localité est d'abord connue sous les formes attestées de Tusseio vers 1050, de Tussi en 1070 et 1083, de Tussiaco vers 1071, de Tussé en 1096-1097, prope Tuceyum en 1121, de Tuscé en 1382, puis Tucé (sans date). Ce toponyme serait issu d'un anthroponyme roman tel que Tuccius et a donné son nom à la maison de Tucé.
Incorporé en 1561 à la baronnie de Lavardin (dont le siège est le château du Vieux Lavardin, dans l'actuelle commune de Mézières-sous-Lavardin), le village en prend finalement le nom. Ce toponyme est peut-être issu de la locution latine au pluriel lavatrinis, « aux lavoirs ».

## Histoire
La seigneurie de Tucé (ou Tussé) était une ancienne châtellenie, qui fut longtemps unie à la baronnie de Milesse (La Milesse). Elle s'étendait sur les communes actuelles de Cures, Domfront-en-Champagne, Conlie, Lavardin, Tennie, Degré et la Quinte. Ses seigneurs, que ce soit des maisons de Tucé, de Beaumanoir ou de Froullay, furent les plus puissants du Maine.
À la mort de Baudouin de Tucé en 1529, la châtellenie passa dans les mains de François de Beaumanoir, baron de Lavardin. La seigneurie de Tucé fut ensuite réunie à la baronnie de Lavardin en 1561, puis au marquisat de Lavardin en 1601 en tant que baronnie. Les Beaumanoir firent du château de Tucé leur résidence et le centre administratif de leur marquisat. Sa juridiction s'exerçait à Conlie par un bailli, un lieutenant, un procureur fiscal et un greffier : les appels allaient au présidial du Mans. Tucé prit alors peu à peu le nom de Lavardin.
Le marquisat passa à René de Froullay, comte de Tessé, en 1726. Le château de Tucé-Lavardin fut alors abandonné au profit de celui de Vernie, résidence principale des comtes de Tessé.
L’ensemble des documents concernant les trois familles ayant régné sur Lavardin (de Tucé, de Beaumanoir et de Froullay) qui ont survécu aux incendies, à l’usure et aux révolutions, est spectaculaire et constitue une grande partie de la série E des archives départementales de la Sarthe.
L'église Saint-Bertrand est à l'origine la chapelle du château, elle devient chapelle paroissiale au XVe siècle, le chœur subsiste du premier édifice érigé au XIIe siècle. À droite de l'entrée, à l'emplacement de l'ancien cimetière, se trouve une croix de pierre à double face ; autrefois ce monument se trouvait sur la place des Tisserands.
Du château on peut encore découvrir les fossés, quelques pans de murs et la  tour du Trésor  datant du XVIIe siècle. Le château actuel date du XIXe siècle, remanié en 1976, il accueillait des enfants depuis 1948.
Sur la route des étangs s'élève une ancienne briqueterie qui a cessé son activité en 1860. Non loin de là, sur la départementale, se situe au lieu-dit le Jet d'Eau  un ancien relais de poste.

## Lieux et monuments

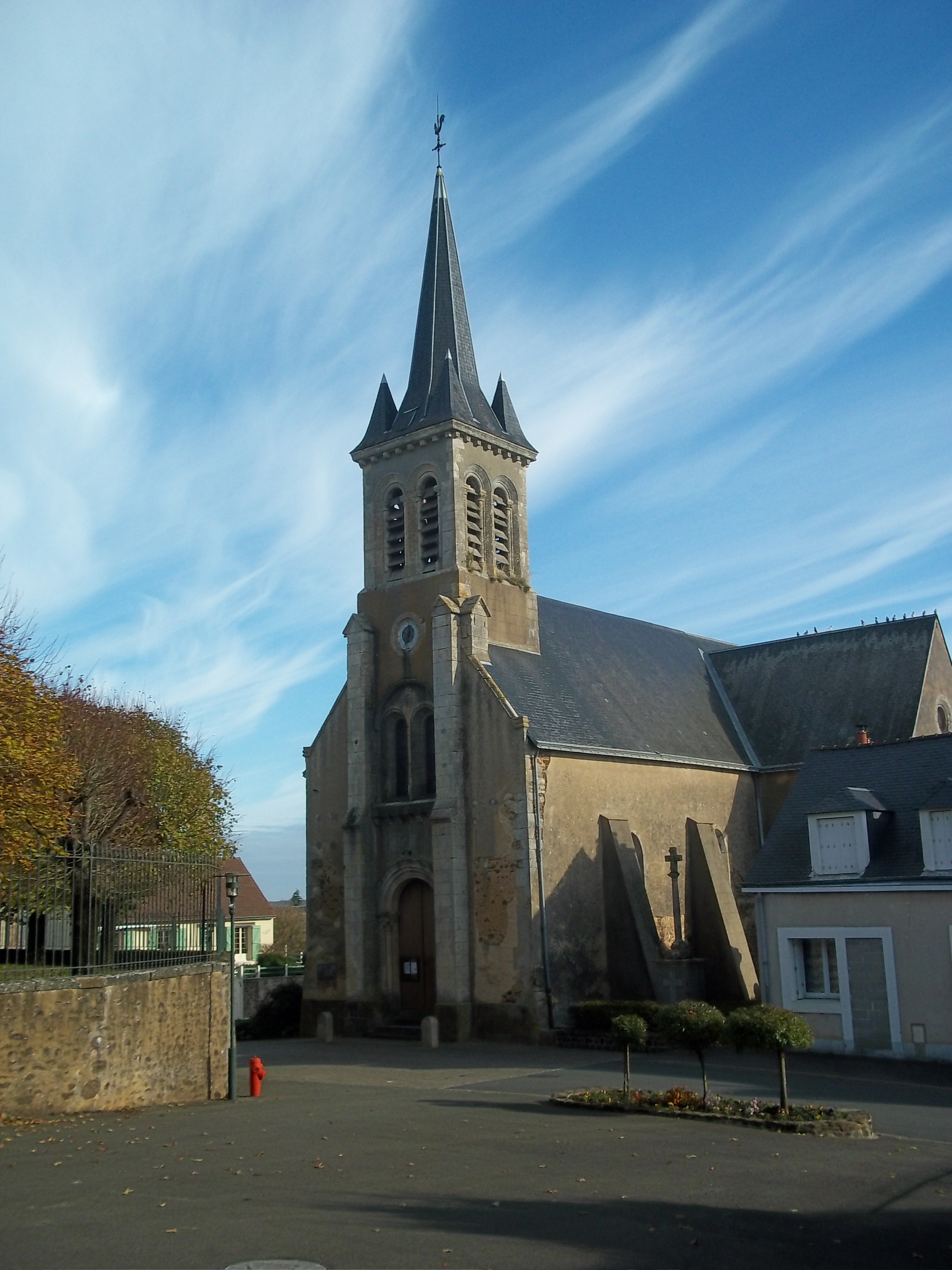
L'église St Bertrand 11e évêque du Mans

## Blasonnement
| Armes de Lavardin | Les armoiries de Lavardin se blasonnent ainsi : D'azur à onze billettes d'argent 4, 3 et 4. C'est le blason de la famille de Beaumanoir. |

## Politique et administration
| Période                                  | Période   | Identité        | Étiquette | Qualité           |
| ---------------------------------------- | --------- | --------------- | --------- | ----------------- |
| juin 1995                                | mars 2008 | Alain Ligault   |           |                   |
| mars 2008                                | mai 2020  | Pierre Dubois   | SE        | Directeur général |
| mai 2020                                 | En cours  | Rémy Mauboussin | SE        | Agent territorial |
| Les données manquantes sont à compléter. |           |                 |           |                   |

## Démographie
L'évolution du nombre d'habitants est connue à travers les recensements de la population effectués dans la commune depuis 1793. Pour les communes de moins de 10 000 habitants, une enquête de recensement portant sur toute la population est réalisée tous les cinq ans, les populations de référence des années intermédiaires étant quant à elles estimées par interpolation ou extrapolation. Pour la commune, le premier recensement exhaustif entrant dans le cadre du nouveau dispositif a été réalisé en 2005.
En 2022, la commune comptait 695 habitants, en évolution de −5,7 % par rapport à 2016 (Sarthe : −0,25 %, France hors Mayotte : +2,11 %).
| 1793 | 1800 | 1806 | 1821 | 1831 | 1836 | 1841 | 1846 | 1851 |
| ---- | ---- | ---- | ---- | ---- | ---- | ---- | ---- | ---- |
| 374  | 450  | 479  | 404  | 549  | 570  | 603  | 603  | 528  |

| 1856 | 1861 | 1866 | 1872 | 1876 | 1881 | 1886 | 1891 | 1896 |
| ---- | ---- | ---- | ---- | ---- | ---- | ---- | ---- | ---- |
| 530  | 538  | 537  | 515  | 491  | 466  | 434  | 441  | 498  |

| 1901 | 1906 | 1911 | 1921 | 1926 | 1931 | 1936 | 1946 | 1954 |
| ---- | ---- | ---- | ---- | ---- | ---- | ---- | ---- | ---- |
| 460  | 472  | 463  | 388  | 388  | 350  | 343  | 316  | 323  |

| 1962 | 1968 | 1975 | 1982 | 1990 | 1999 | 2005 | 2006 | 2010 |
| ---- | ---- | ---- | ---- | ---- | ---- | ---- | ---- | ---- |
| 350  | 324  | 494  | 602  | 587  | 649  | 786  | 788  | 740  |

| 2015 | 2020 | 2022 | - | - | - | - | - | - |
| ---- | ---- | ---- | - | - | - | - | - | - |
| 741  | 703  | 695  | - | - | - | - | - | - |

## Activité et manifestations
Le premier dimanche de février a lieu un grand vide-greniers.